# Una bambina da salvare
...ma quel giorno arrivò il dramma»
(tagline del film)
Una bambina da salvare (Everybody 's Baby: The Rescue of Jessica McClure) è un film TV del 1989 diretto da Mel Damski.

## Trama
La piccola Jessica - di appena un anno e sei mesi - vive a Midland in Texas con i genitori. Un giorno - giocando nel giardino di casa della zia - cade accidentalmente in un pozzo artesiano circa 20-30 metri al di sotto della superficie terrestre. Tutto il quartiere si mobilita per salvare la bambina e i soccorritori si adoperano per estrarla viva da quel pozzo buio e privo di ossigeno. La notizia scuote e coinvolge anche l'opinione pubblica che segue con attenzione l'avvicendarsi della tragedia. Il rischio più temibile è quello di un continuo e lento sprofondamento del corpicino, causato dalle vibrazioni dei macchinari portati sul luogo per creare nuove vie d'accesso vicino al tunnel. Tra l'angoscia dei genitori e la determinazione degli aiutanti, la cittadina di Midland si ferma con il fiato sospeso in attesa di vedere la piccola Jessica viva, fuori da quella trappola mortale. Il salvataggio riesce e tutti festeggiano.

## Curiosità
- Il film si ispira ad una storia realmente accaduta: il 14 ottobre 1987, a Midland (Texas), la piccola Jessica McClure (di diciotto mesi) cadde in un pozzo e fu estratta viva il 16 ottobre. Tale evento (che riporta alla memoria l'analogo, purtroppo con epilogo tragico, accaduto al piccolo Alfredo "Alfredino" Rampi nella tragedia di Vermicino), consentì alla CNN, che lo trasmise in diretta, di affermarsi come all news di livello internazionale.